# Swissair

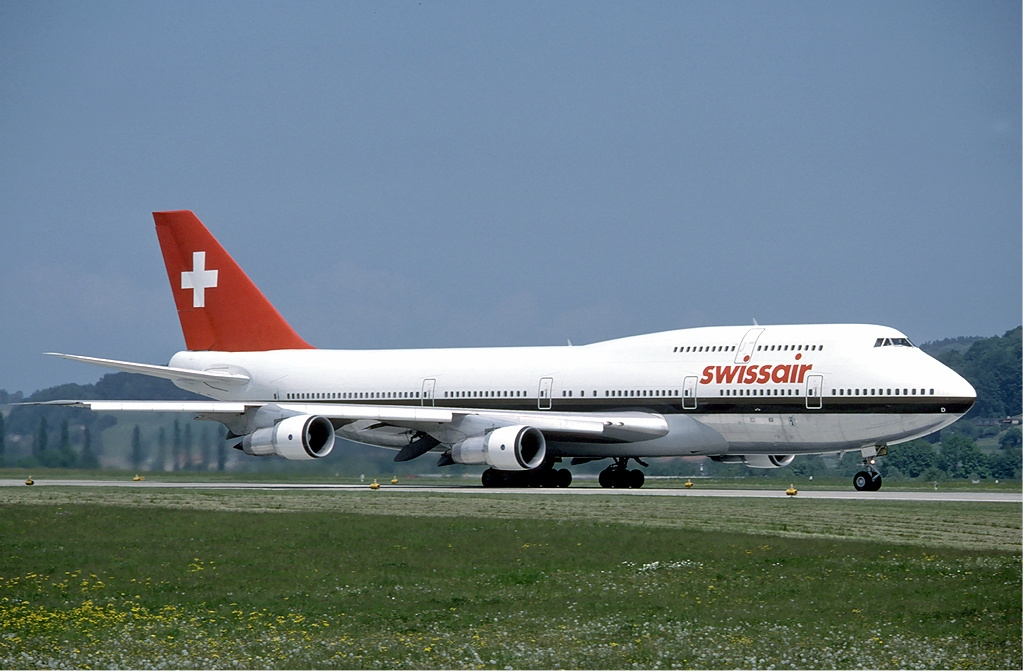
Boeing 747-300 linii Swissair

Swissair (Swiss Air Transport Co. Ltd., Schweizerische Luftverkehr A.G.) – byłe szwajcarskie narodowe linie lotnicze założone 26 marca 1931 w Zurychu i działające w latach 1931–2002. 
Flota realizowała połączenia krajowe, europejskie, afrykańskie, azjatyckie oraz połączenia do obu Ameryk.

## Historia
Swissair został założony 26 marca 1931 przez Balza Zimmermanna i Waltera Mittelholzera poprzez fuzję dwóch przedsiębiorstw: Balair i Ad Astra Aero. Swą działalność zakończył 31 marca 2002 z powodu upadłości przedsiębiorcy, ogłoszonej 2 października 2001. Jedną z pośrednich przyczyn bankructwa była katastrofa lotu Swissair 111, która miała miejsce 2 września 1998. Spadkobiercą linii Swissair jest (aktualnie będący własnością Lufthansy) Swiss International Airlines (w skrócie SWISS), które powstało w wyniku przejęcia majątku Swissair przez dokapitalizowaną regionalną linię Crossair.

## Piloci
Piloci linii Swissair należeli do jednych z najlepszych na świecie. Różnili się od innych linii zwiększoną liczbą procedur bezpieczeństwa. Przykładem może być fakt, iż podczas startu, obaj piloci przesuwali manetki przepustnicy, aby jeden pilot nie zepsuł manewru startu.